# 贤良街浸会堂
萃园路礼拜堂原名贤良街浸会堂，为位于中国江苏省扬州市广陵区萃园路（原贤良街）2号的一座前美南浸信会教堂。该处原为灵泉茶馆，1917年由浸会收购并开办懿德女校，1923年迁出女校改建教堂。抗战期间一度被侵华日军强占并用作电影院、咖啡馆，1946年收回重修，文革期间再次被改作它用，至1981年恢复宗教活动。
教堂为两层砖木水泥混合结构建筑，覆以十字型屋顶，中部为大礼堂，东西两侧既可隔作主日圣经学校的教室，又可在大型聚会时与中部连通，共可容纳千余人。礼堂尽端为圣台，底层设讲台和浸池，顶层为唱诗台，唱诗台上方的拱券上镌刻有“耶和华在他的圣殿中，全地的人都当在他面前肃敬静默”金字，圣台后为用于办公和牧师居住的两层平顶楼房。
2008年1月，该堂被列为第四批扬州市文物保护单位。